# Pugili
Pour plus de détails, voir Fiche technique et Distribution.
Pugili est un film italien réalisé par Lino Capolicchio, sorti en 1995.

## Fiche technique
- Titre : Pugili
- Réalisation : Lino Capolicchio
- Scénario : Lino Capolicchio
- Photographie : Arnaldo Catinari
- Montage : Luca Benedetti
- Musique : Pasquale Filastro
- Pays d'origine : Italie
- Date de sortie : 1995

## Distribution
- Antonella Attili
- Sara Di Giacinto
- Pierfrancesco Favino
- Gianfelice Imparato (it)
- Duilio Loi
- Letizia Generoso
- Alfonso Liguori
- Franco Mescolini (it)
- Tiberio Mitri
- Bobby Rhodes (it)